# Tombe Oroku-baka
La tombe Oroku-baka (小禄墓) ou Uruku-baka est une tombe des XIVe – XVe siècles située dans l’aza de Kakazu à Ginowan, dans la préfecture d’Okinawa au Japon. Elle contient entre autres les restes d'Oroku Ufuyakumui, un seigneur du Royaume de Ryūkyū pendant le règne de Shō Shin à la fin du XVe siècle:57,:33.
La tombe, l’urne funéraire en pierre, un des brûle-encens en pierre et les lions en pierre qui lui sont associés sont désignés comme patrimoine matériel, au niveau préfectoral ou municipal:57-60.

## Emplacement

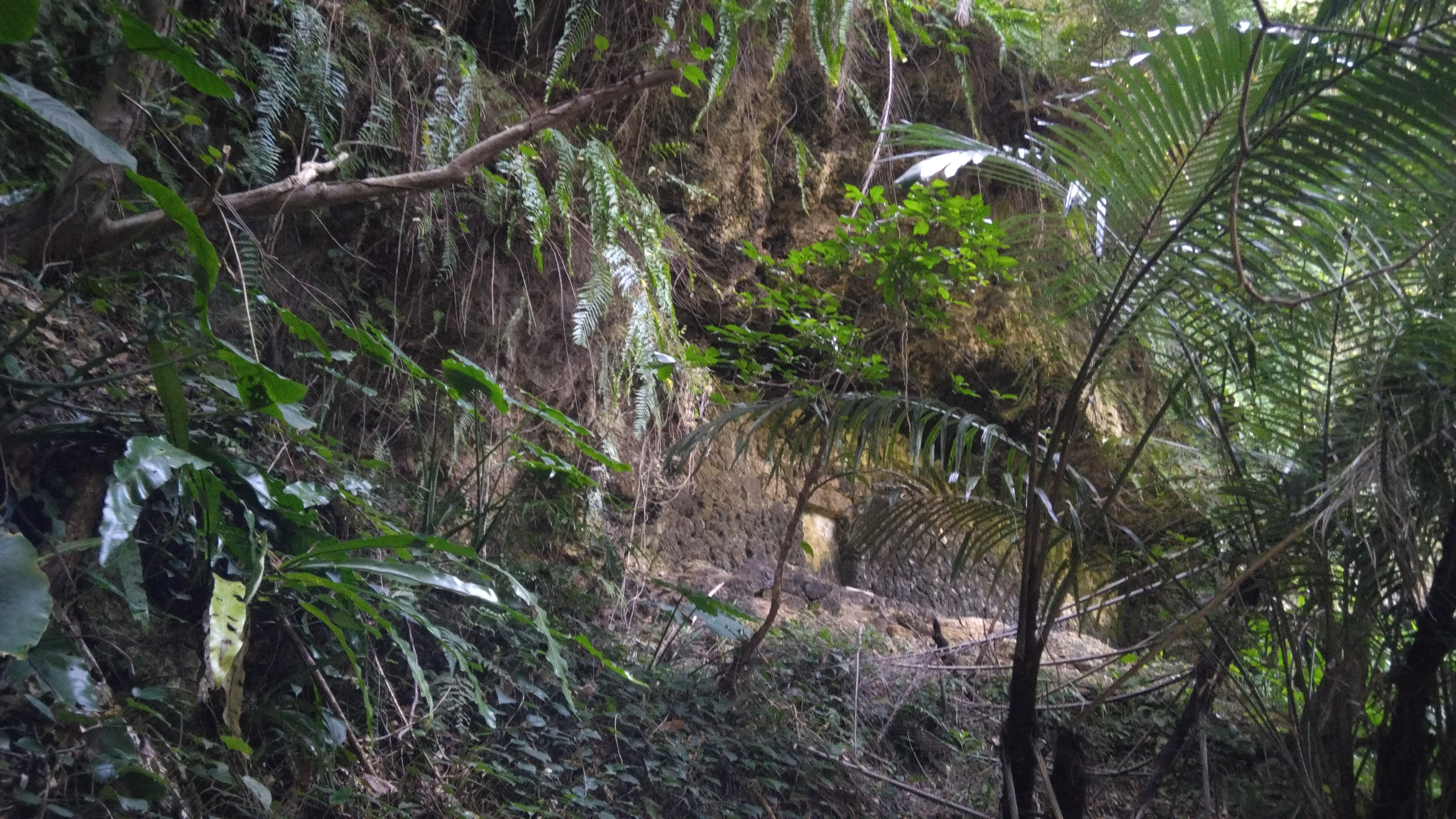
Vue générale de la tombe Oroku-baka, depuis le chemin en contrebas de la falaise

La tombe Oroku-baka appartient au site archéologique enregistré sous le nom de « Groupe de tombes anciennes de la vallée de la rivière Hiyāra-gā » (比屋良川流域古墓群):181. Il y a plus de deux cent tombes anciennes dans ce groupe, creusées dans les falaises le long de la rivière Hiyara-gawa à Kakazu (dans la ville de Ginowan). À certains endroits les tombes sont creusées sur trois étages, la plupart d’entre elles sont vieilles de plusieurs siècles:31,:181.  

## Description

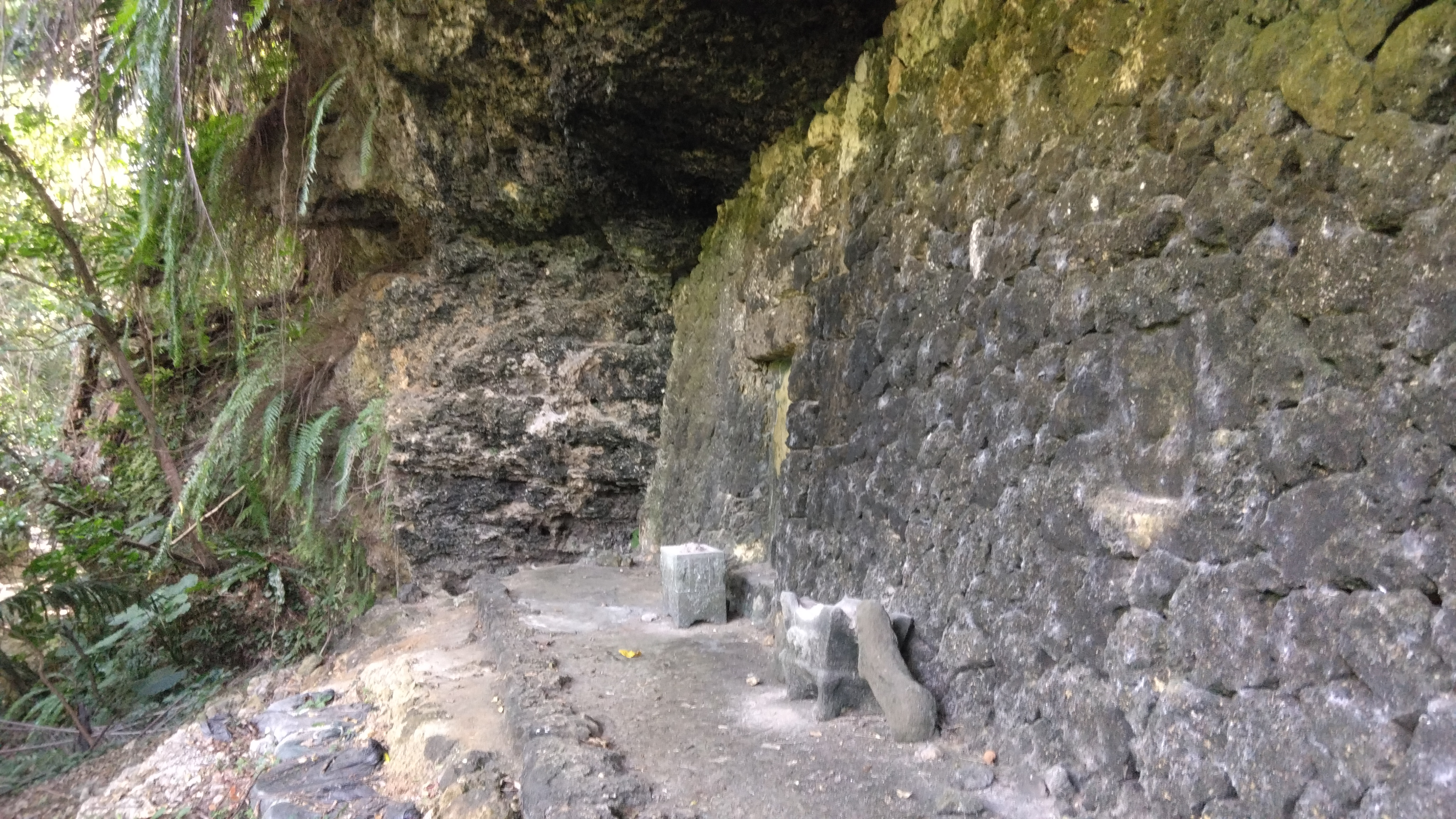
Vue du mur d'enceinte de la tombe, avec les brûle-encens

Construite entre le XIVe siècle et le XVe siècle siècle, la tombe Oroku-baka est une tombe de falaise qui utilise une cavité creusée vers le milieu d'une paroi de calcaire de Ryūkyū d'une dizaine de mètres de haut, le long de la rivière Hiyara-gawa:57,:326,:31. 

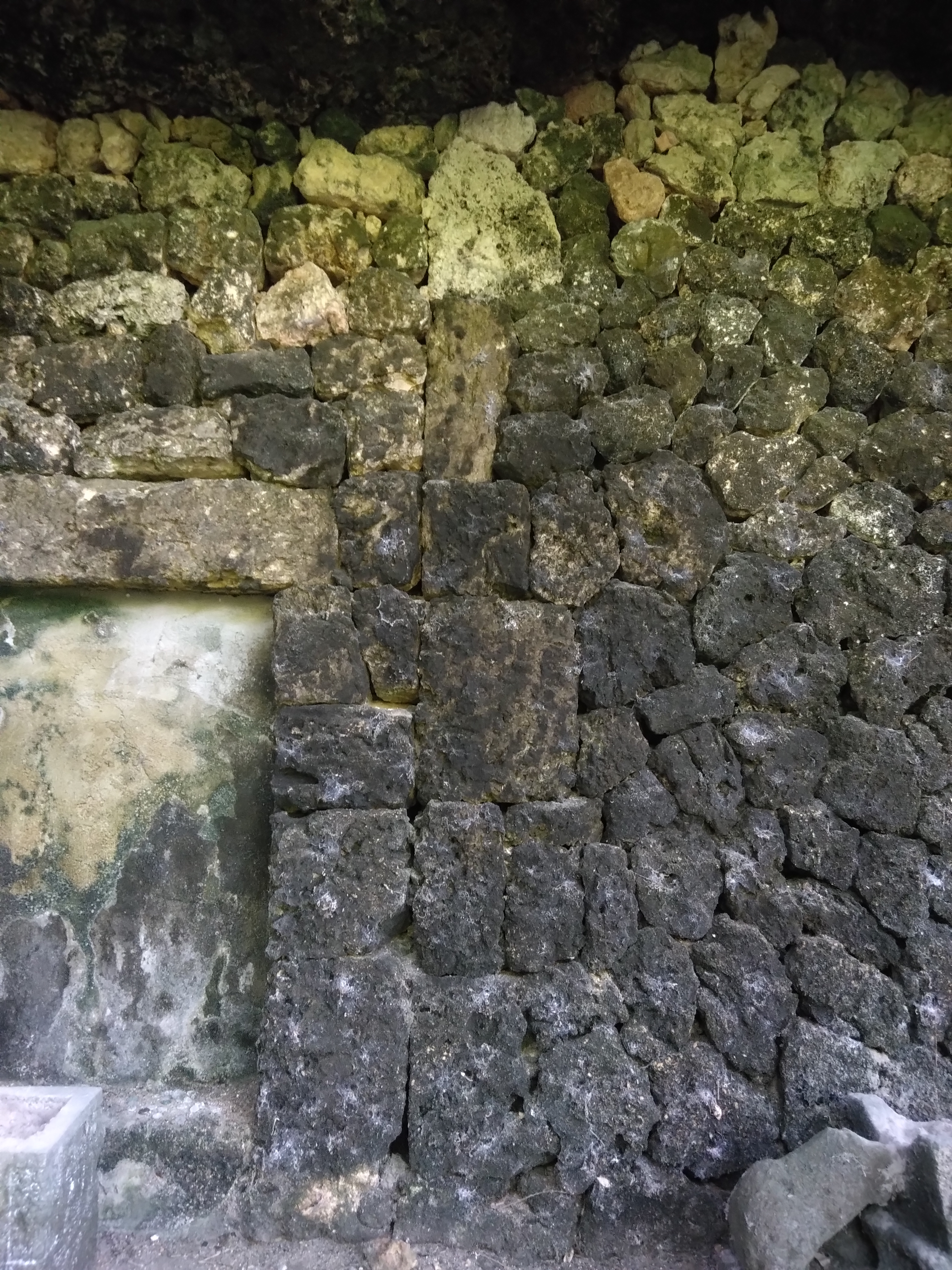
Détail de la chaîne de pierres de taille sur la droite de la porte de la tombe

La cavité creusée dans la falaise a été fermée par un mur essentiellement en opus incertum, de 8,5 mètres de long et 2,4 mètres de haut. Des pierres de tailles sont utilisées uniquement pour l’encadrement de la porte et de l’ouverture temporaire:57,:31 : bien que la tombe comporte une porte, lors des enterrements, toute la partie centrale du mur de pierre était démontée pour permettre de déposer le palanquin funéraire dans la tombe:57,:326,:31,:182. Pour faciliter cette opération et empêcher l'effondrement complet du mur lors de l'ouverture de la tombe, des chaînes de pierres de taille ont été installées de part et d'autre de la porte, courant sur la totalité de la hauteur, définissant un pan de mur démontable d'une largeur de 1,7 mètre. 
Le fait d'installer directement le palanquin dans la tombe pendant la décomposition en démontant pour cela le mur de devant est caractéristique des tombes royales. Une pratique similaire est supposée au yōdore d’Urasoe:31,:182.
Le mur comporte dans sa partie haute une fenêtre qui permet d'observer l'intérieur de la tombe. L'urne funéraire principale de la tombe est installée de manière à être observable directement depuis cette fenêtre. Les autres urnes funéraires ne semblent pas présenter de disposition particulière:182: l’intérieur de la tombe ne comporte pas de partition ou de grades (étages), ce qui est caractéristique de la période ancienne du Royaume de Ryūkyū:31.
La tombe Oroku-baka est désignée comme patrimoine matériel, catégorie « bâtiments », au niveau préfectoral (県指定有形文化財[建造物]) depuis janvier 1958:57. La tombe est entretenue par la famille Uegushikawa qui vit dans l’aza Ōyama à Ginowan:37.

## Urne funéraire en pierre
L’urne funéraire en pierre de la tombe Oroku-baka, datée de 1494, a été étudiée lors d’une ouverture de la tombe en 1956:326. Elle est déposée dans la tombe de manière à être vue depuis le fenêtre ouverte dans le mur d’enceinte:182. 
Les nombreuses autres urnes funéraires de la tombe n'ont pas encore fait l’objet d’études détaillées:182.

### Description
Il s'agit d'une urne « en forme de résidence » (御殿形, udun-gata), avec son couvercle figurant un toit couvert de tuiles:58,:33. Elle est en dolérite et mesure 88 centimètres de long, 48 centimètres de profondeur et 87 centimètres de haut, en incluant son couvercle:58,:33. Le socle mesure 88 centimètres de long et 15 centimètres de haut, le corps de l’urne 67,5 centimètres de long , 48 centimètres de profondeur et 48 centimètres de haut. Le couvercle mesure 24 centimètres de haut:33.

### Matière
La pierre est importée de la région de Fujian en Chine:326. Il existe trois autres tombes avec des urnes funéraires en pierre importée de Chine pour cette époque sur l’île d’Okinawa : le yōdore d’Urasoe, le Tama-udun de Shuri et le Tama-udun d’Izena (en), tous des mausolées royaux:33.

### Décoration
Elle est entièrement gravée de bas reliefs qui représentent les colonnes et linteaux d’un bâtiment, avec deux personnages portant des fleurs sur la face antérieure, qui entourent un cartouche en forme de porte. Le couvercle est en forme de toit couvert de tuiles avec des dragons sculptés sur le faîte:58,:33.  Le style des bas-reliefs est très similaire à celui des urnes funéraires du yōdore d’Urasoe:33.
Ces gravures très détaillées sont plus anciennes que celles du pont du temple Enkaku-ji (en) (An 11 de l’ère Hongzhi, 1498) ou de Tama-udun (An 14, 1501), ce qui en fait un document important pour l’étude de la sculpture à Ryūkyū et son évolution vers la fin du règne de Shō Shin:33.

### Inscription dédicatoire et identification du défunt
L’inscription dédicatoire, dans le cartouche, comporte des caractères chinois traditionnels et des hiragana japonais :
« Hongzhi 7, Uruku Ufuyakumui, sixième mois, jour faste » (弘治七年　おろく大やくもい　六月吉日).
L’an 7 de l’ère Hongzhi correspond à l’année 1494 (dix-huitième année du règne de Shō Shin):58.
Il s’agit de la plus ancienne inscription en caractères japonais du Royaume de Ryūkyū:33,:182.
Uruku est un nom de lieu : il existe un ancien village de ce nom qui est actuellement incorporé dans la ville de Naha:326. 
« Ufuyakumui » est le nom d’une fonction d’administrateur dans le gouvernement royal de Shuri. Il s’agit d'un poste de rang très élevé:326,:33. 
L’urne (ou sa matière première) a donc été importée de Chine pour un seigneur de la fin du XVe siècle, sous le règne du roi Shō Shin, qui dominait la région d’un village nommé Oroku (Uruku) et qui s’était élevé jusqu’aux plus hauts rangs dans la hiérarchie du gouvernement de Shuri:326,:33. 
Oroku Ufuyakumui, également connu sous le nom de Oroku Uēkata (小禄親方), est l’ancêtre fondateur du clan Hyō (憑氏), un clan noble de Shuri qui existe encore actuellement:37. Il serait le descendant (quatrième génération) d' Uegushikawa Hiya (上具志川比屋), lui même fils de Tengan Aji Taichi (天願按司泰期), le second fils de Okuma Ufuya et frère cadet du roi Satto.

### Valeur historique
Comme mentionné plus haut, l’urne funéraire en pierre de la tombe Oroku-baka est un document important pour l’étude de la sculpture à Ryūkyū. La qualité des gravures et le fait que la pierre provient de Chine suggère, comme le mentionnent les chroniques généalogiques du clan Hyō, qu'il s'agit de l'urne funéraire d'un personnage lié à l'une des familles royales de Ryūkyū. 
L'urne est désignée comme patrimoine matériel, catégorie « sculpture », au niveau préfectoral (県指定有形文化財[彫刻]):58. 

## Brûle-encens en dolérite

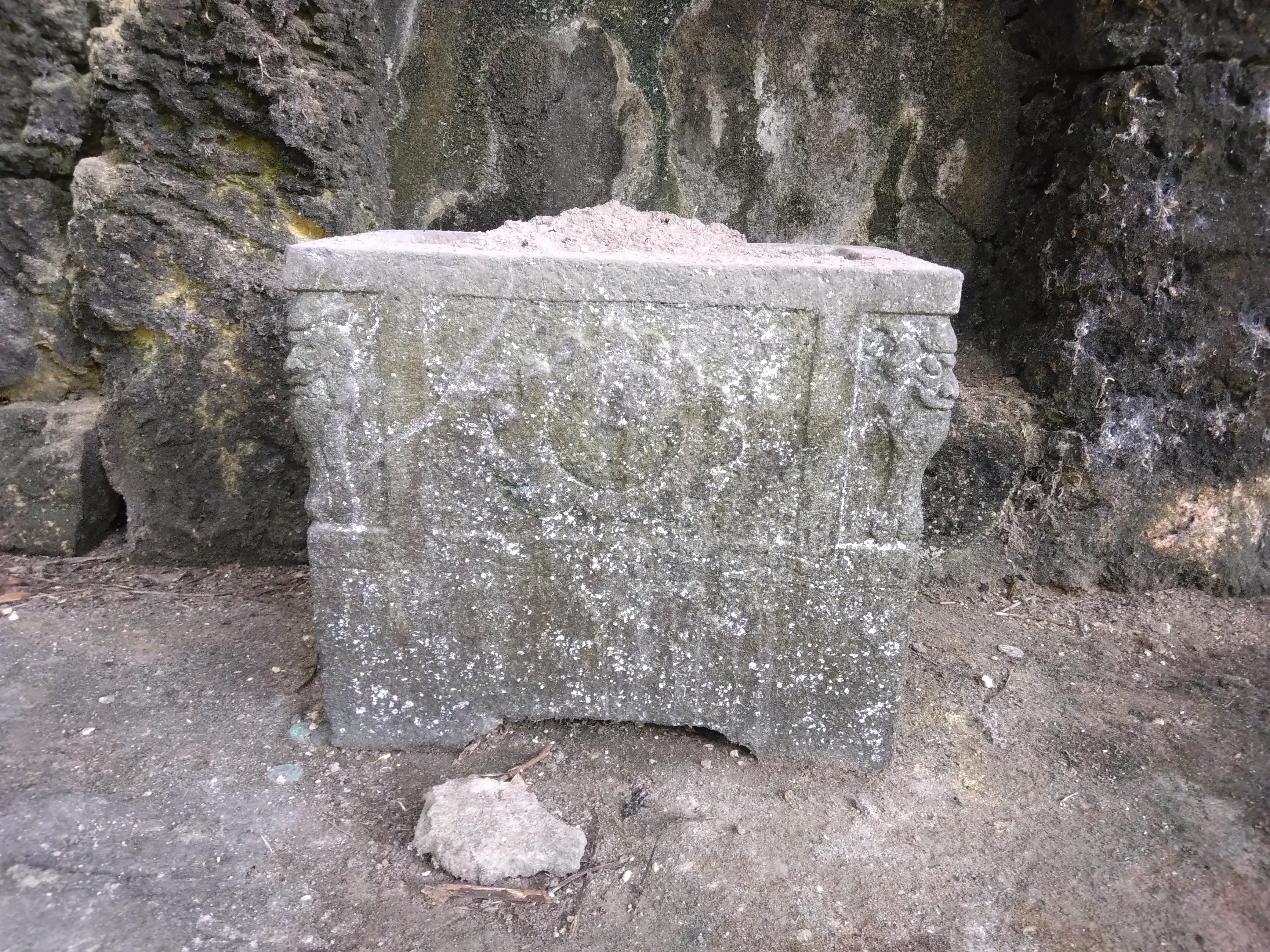
Brûle-encens en dolérité de la tombe Oroku-baka

Il y a deux brûle-encens en pierre devant la tombe Oroku-baka. Le premier, en dolérite, est installé devant la porte.

### Description
Le brûle-encens installé devant la porte de la tombe est en dolérite importée de Chine, comme l’urne funéraire mentionnée plus haut:59,:37. Il mesure 36 centimètres de haut, 24 centimètres de profondeur et 42 centimètres de large:37.

### Décoration
Le brûle-encens en dolérite est gravé en bas relief de motifs qui rappellent les colonnes et linteaux des urnes funéraires en forme de résidence, avec un motif qui est interprété comme un soleil ou un kaenhōju (火炎宝珠, lit. « joyau enflammé ») (une perle entourée de flammes), qui est généralement un symbole royal, sur la face antérieure, des fleurs sur les faces latérales et un animal interprété comme un qilin sur la face postérieure. Des lions protecteurs (獅子, shishi) en relief sont situé sur les quatre coins du brûle-encens:59,:37.

### Inscription dédicatoire
Sur la face postérieure, sous le qilin, le brûle-encens porte une inscription dédicatoire : « Jiaqing 11, tigre de feu, cinquième mois, jour faste. Offrande. Hyō Wiki, Hyō Winei » (嘉慶十一丙寅年　五月吉日　奉進　憑維祺　憑維寧). L’an 11 de l’ère Jiaqing correspond à l’année 1806 (troisième année du règne de Shō Kō), il s’agit de la date à laquelle le brûle-encens a été offert à la tombe par Wiki et Winei, tous deux membres du clan Hyō:59,:37.

### Valeur historique
Il y a de nombreux brûle-encens dans les lieux sacrés de la ville de Ginowan, mais aucun n’est d’une qualité comparable au brûle-encens en dolérite de la tombe Oroku-baka:37. Il s’agit, comme l’urne funéraire, d’un document historique important qui renseigne sur les relations internationales du royaume de Ryūkyū, les influences culturelles qu’il reçoit et les techniques de sculpture et gravure de l’époque:37.
Il est désigné comme patrimoine matériel, catégorie « sculpture », au niveau municipal (市指定有形文化財[彫刻]):59

## Lions en pierre

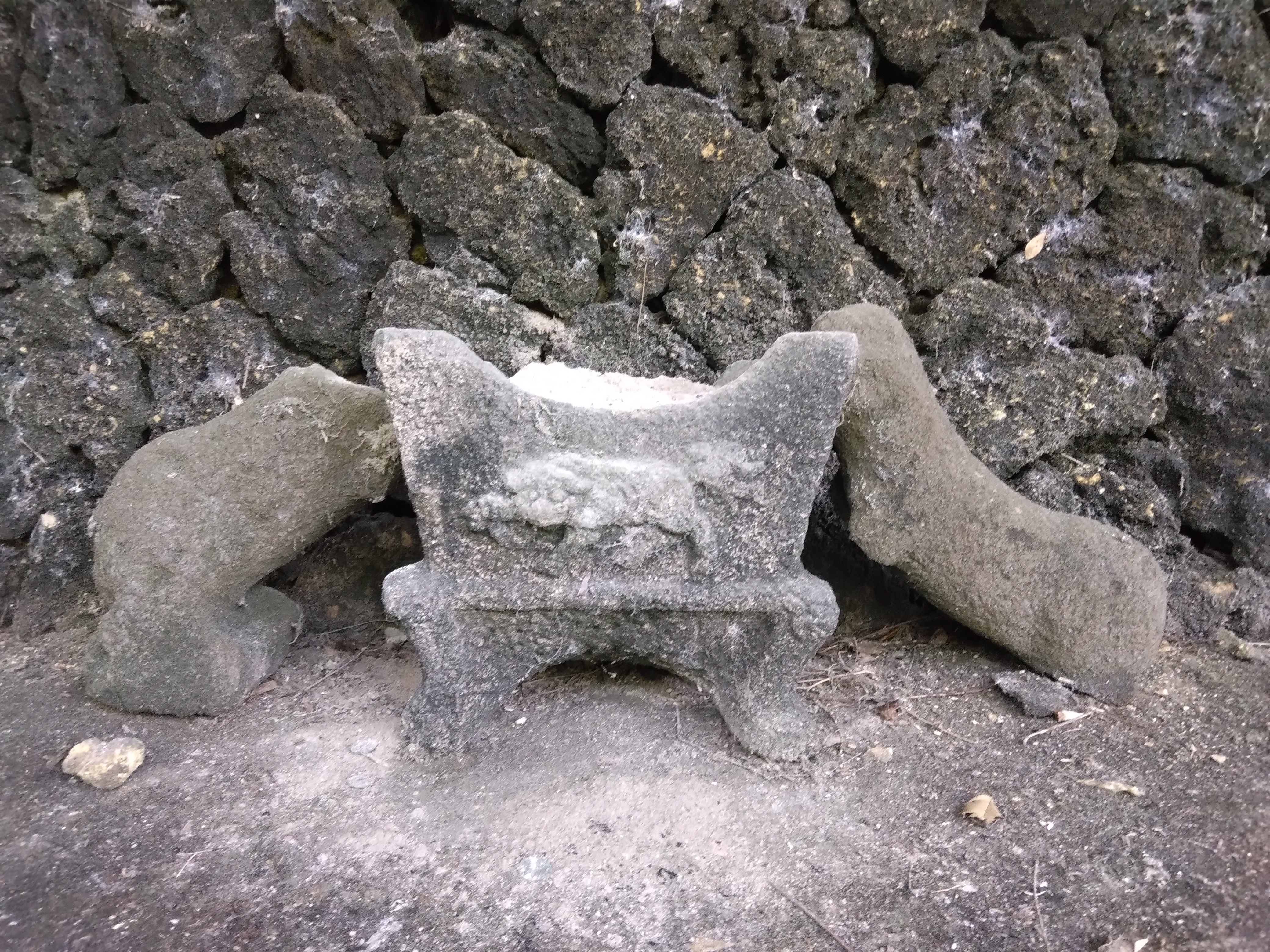
Brûle-encens et lions en pierre

Le deuxième brûle-encens, situé à droite de la porte de la tombe, est flanqué de part et d'autre par un couple de lions en pierre:60. 

### Description
Il s’agit de deux statues de shishis, très érodées. Les lions mesurent chacun 48 centimètres de haut, 12 centimètres de large et 34 centimètres de profondeur:39. Il sont représentés debout, les pattes avant plus hautes que les pattes arrières, comme s’ils grimpaient sur le brûle-encens:39.

### Décoration
Les deux lions sont très érodés mais la représentation en bas relief de leur pelage est encore visible sur leurs croupes:60.

### Divinités protectrices pour la tombe
Le brûle-encens est ancien mais ne comporte pas d’inscription dédicatoire:39. Aucune information ne nous est parvenue concernant la date de leur offrande ou le nom de la personne qui les a dédiés à la tombe, mais il est communément admis qu’ils servent de divinités protectrices pour la tombe. 

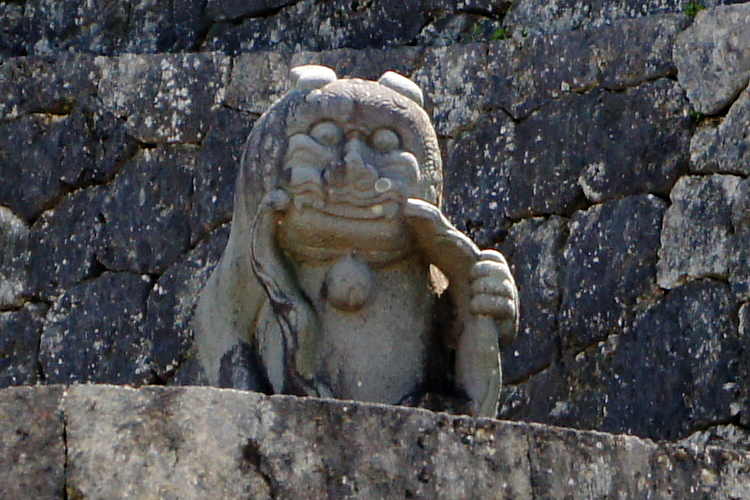
Shishi protecteur de Tama-udun

À Okinawa, les shishis sont généralement des divinités protectrices associées aux villages ou aux résidences individuelles, mais il existe en Chine une tradition d’installer des shishis pour protéger les tombes également:39. Des shishis protecteurs existent également pour le mausolée royal de Tama-udun à Shuri et pour la chambre est (la tombe du roi Shō Nei) du yōdore d’Urasoe:60. Les shishis de Tama-udun, désignés comme patrimoine matériel au niveau préfectoral, présentent la même position avec les pattes avant plus hautes:39.

### Valeur historique
Il s’agit de documents historiques important en tant que rares exemples dans la préfecture de shishis associés à des tombes sur Okinawa, de par également leur ressemblance avec les shishis de Tama-udun, et parce qu’ils renseignent sur les techniques historiques de sculpture de la pierre:39.
Ils ont été désignés comme patrimoine matériel, catégorie « sculpture », au niveau municipal (市指定有形文化財[彫刻]):60.